# Muottas Muragl
Muottas Muragl är en bergstopp i Schweiz.   Den ligger i regionen Maloja och kantonen Graubünden, i den östra delen av landet, 190 km öster om huvudstaden Bern. Toppen på Muottas Muragl är 2 453 meter över havet.
Terrängen runt Muottas Muragl är bergig åt nordväst, men åt sydost är den kuperad. Närmaste större samhälle är St. Moritz, 5,5 km sydväst om Muottas Muragl. 
Trakten runt Muottas Muragl består i huvudsak av gräsmarker. Runt Muottas Muragl är det glesbefolkat, med 18 invånare per kvadratkilometer.